# Joshua Norton
Joshua Abraham Norton (1811 vagy 1818 – 1880. január 8.), San Francisco híressége, aki magát 1859-ben Norton császár (Emperor Norton) néven az Egyesült Államok uralkodójának nyilvánította, majd később felvette a Mexikó védelmezője címet is.
Angliában született, fiatal éveit Dél-Afrikában töltötte. 1849-ben, azt követően, hogy apja halála után 40 000 dollárt örökölt, San Franciscóba költözött. Itt üzletemberként próbálkozott, de mindenét elvesztette, miután pénzét perui rizsbe fektette. Ezek után elhagyta a várost, de pár évvel később visszatért, és 1859. szeptember 17-én több újságnak elküldte nyilatkozatát, melyben magát az Egyesült Államok uralkodójának nevezte ki. A nyilatkozatot a San Francisco Bulletin jelentette meg először, mint vicces levelet.
Ezek után számos nyilatkozatot és rendeletet adott ki, melyek igen népszerűek voltak a városiak között. Ilyen volt az a rendelet, mely egy híd, vagy egy alagút építését rendelte el a San Francisco öböl felett (illetve alatt). Ennek érdekessége, hogy ezek jóval a halála után ténylegesen megépültek.
Napjait a városi vasút, városi tulajdonok állapotának vizsgálatával, a rendőri munka ellenőrzésével töltötte, valamint hosszas filozófiai eszmefuttatásokat tartott bárkinek, aki meghallgatta. Egyik leghíresebb tettére az 1860-70-es években zajló Kína-ellenes tüntetések alatt került sor. A tüntetők és kínai célpontjaik közé állt, és a „Miatyánk” kezdetű imát mondta folyamatosan, míg a tüntető tömeg fel nem oszlott.
Nortont a városiak szerették és tisztelték. Ennek jeleként ingyen étkezhetett a vendéglőkben, illetve külön páholyt kapott a színházakban. Később saját pénzt kezdett nyomatni, amelyeket bárhol elfogadtak. Ezek értéke 50 cent és 10 dollár között mozgott. Mikor jellegzetes „uralkodói” ruhája megkopott, a városi tanács biztosított neki újat.
1880. január 8-án összeesett az utcán, és meghalt, mielőtt segítséget kaphatott volna. Halálát követő napon hatalmas, egyes adatok szerint 30 000 fős tömeg vonult az utcára, hogy tisztelegjenek az emléke előtt. A temetési menete 3 kilométer hosszú volt. Alakja azonban tovább él, hiszen több író művében is feltűnik, így megmintázta őt Mark Twain, Robert Louis Stevenson és Neil Gaiman is.